# 雄阿寒岳
雄阿寒岳是一座位於日本北海道 釧路市阿寒町的第四紀火山。山麓下是以毬藻而聞名的阿寒湖。雄阿寒岳目前被認為是一座死火山。但其附近的雌阿寒岳卻是一個活火山。